# Некрасов Дмитро Федорович
Дмитро Федорович Некрасов (нар. 7 листопада 1920 — пом. 10 березня 1997) — радянський офіцер-танкіст, Герой Радянського Союзу (1946), учасник німецько-радянської війни.

## Біографічні відомості
Народився 7 листопада 1920 року в селі Осипово Череповецької губернії (нині в Пестовському районі Новгородської області) у селянській родині. Росіянин. Закінчив середню школу і 2 курси Ленінградської лісотехнічної академії. З 1939 року працював у Пестовському ліспромгоспі.
У Червоній Армії з червня 1940 року. В дійсній армії з жовтня 1941 року. Служив в стрілецьких частинах. Воював на Ленінградському фронті, з жовтня 1941 року — на Волховському фронті. Брав участь в оборонних операціях на підступах до Ленінграда. В одній з таких операцій в бою 10 лютого 1942 був важко поранений.
Після одужання був направлений на навчання. У 1943 році закінчив Горьківське танкове училище. У лютому 1943 року направлений в 11-ту танкову бригаду на Південно-Західний фронт, з жовтня 1943 року — на 4-му Українському фронті. Спочатку був командиром танку, потім командував танковим взводом, в 1944 році став командиром танкової роти.
Командир танкової роти 41-ї гвардійської танкової бригади (7-й механізований корпус, 2-й Український фронт) гвардії лейтенант Д. Ф. Некрасов відзначився в наступальної операції на Моравсько-Остравсько напрямку діючи зі своєю ротою у складі передового загону корпусу. 16 квітня 1945 організував і вміло провів розвідку противника в районі села Маркувани і потім несподіваною атакою розгромив ворожий гарнізон. У цьому бою знищено 2 танки, 3 бронетранспортера, 5 гармат, 12 автомашин і велика кількість гітлерівців. Продовжуючи наступ, 17 квітня 1945 передовий загін Некрасова випереджаючі відступаючі колони ворога першою вийшов до річки Свратка і захопив німецьку переправу через неї. Потім протягом чотирьох годин танкісти вели героїчну оборону. Будучи вдруге важко пораненим Некрасов продовжув керувати загоном до підходу головних сил бригади.
15 травня 1946 гвардії лейтенанту Некрасову Дмитру Федоровичу присвоєно звання Героя Радянського Союзу з врученням ордена Леніна і медалі «Золота Зірка» (№ 9099).
Після війни продовжив службу в Радянській Армії. У 1946 році закінчив Вищу офіцерську бронетанкову школу. Служив у танкових військах.
У 1971 році полковник Д. Ф. Некрасов звільнений у запас. Жив у місті Донецьк. Працював начальником відділу кадрів комбінату «Донецьквугілля». Помер 10 березня 1997 року. Похований у Донецьку.